# Krtova
Krtova är ett samhälle i Bosnien och Hercegovina.   Det ligger i entiteten Federationen Bosnien och Hercegovina, i den centrala delen av landet, 80 km norr om huvudstaden Sarajevo. Krtova ligger 188 meter över havet och antalet invånare är 301.
Terrängen runt Krtova är kuperad åt nordväst, men åt sydost är den platt. Krtova ligger nere i en dal. Runt Krtova är det ganska tätbefolkat, med 93 invånare per kvadratkilometer.. Närmaste större samhälle är Gračanica, 15,7 km nordväst om Krtova. 
Omgivningarna runt Krtova är en mosaik av jordbruksmark och naturlig växtlighet.